# Ampelosicyos leandrii
Ampelosicyos leandrii är en gurkväxtart som först beskrevs av Monique Keraudren, och fick sitt nu gällande namn av H.Schaef. och S.S.Renner. Ampelosicyos leandrii ingår i släktet Ampelosicyos och familjen gurkväxter. Inga underarter finns listade i Catalogue of Life.